# Thelypteris atrovirens
Thelypteris atrovirens är en kärrbräkenväxtart som först beskrevs av Carl Frederik Albert Christensen, och fick sitt nu gällande namn av Clyde Franklin Reed. Thelypteris atrovirens ingår i släktet Thelypteris och familjen Thelypteridaceae. Inga underarter finns listade.